# Budynek Szpitala Psychiatrycznego w Toruniu
Budynek Szpitala Psychiatrycznego w Toruniu – siedziba Wojewódzkiego Ośrodka Lecznictwa Psychiatrycznego im. prof. Janiny Hurynowicz na Mokrem w Toruniu.
Budynek zbudowano w marcu 1912 roku, początkowo był ośrodkiem dla uchodźców. Później w budynku ulokowano lecznicę, która po 31 stycznia 1930 roku działała pod nazwą Szpital Dobrego Pasterza. W 1949 roku szpital został upaństwowiony
Obiekt figuruje w gminnej ewidencji zabytków (nr 1444).